# Ceratocarcinus trilobatus
Ceratocarcinus trilobatus is een krabbensoort uit de familie van de Pilumnidae. De wetenschappelijke naam van de soort is voor het eerst geldig gepubliceerd in 1938 door Sakai.